# Olympia Brown
Olympia Brown (Contea di Kalamazoo (Prairie Ronde Township), 5 gennaio 1835 – Baltimora, 23 ottobre 1926) è stata una pastora protestante, attivista e suffragetta statunitense; fu la prima donna ad essere ordinata come sacerdote con il consenso della sua confessione. Fu anche un'eloquente sostenitrice dei diritti delle donne e una delle poche suffragette della prima generazione che furono in grado di votare con il passaggio del diciannovesimo emendamento.

## Biografia

### Primi anni di vita ed educazione
Olympia Brown nacque il 5 gennaio 1835 a Prairie Ronde Township, Michigan. Era la maggiore di quattro figli. I suoi genitori, Lephia e Asa Brown, erano contadini in quella che allora era considerata terra di frontiera. Erano rispettivamente la pro-prozia e lo zio del presidente degli Stati Uniti Calvin Coolidge. Lephia crebbe i suoi figli in una famiglia che considerava la religione e l'educazione molto importanti. Questo è evidente dalla costruzione di una scuola sul territorio dei Brown.
La spinta all'istruzione instillata dalla madre l'aveva costretta a finire il liceo e avanzare a livello universitario. Lei e sua sorella minore Oella decisero di frequentare il seminario femminile di Mount Holyoke Female Seminary. Mount Holyoke e un'istruzione universitaria erano ciò che la Brown aveva sperato. La sua eccitazione fu mitigata dalle restrizioni imposte alle donne a Mount Holyoke. Queste restrizioni includevano un elenco di quaranta regole, l'abolizione di una società di alfabetizzazione fondata dai Brown e restrizioni religiose. Forse il miglior esempio del pensiero della scuola sono state le parole di un professore di chimica: "Non ci si aspetta di ricordiate tutto questo, ma solo abbastanza per rendervi intelligente nella conversazione". La Brown, che già sapeva di poter affrontare le sfide di un'istruzione superiore, guardò altrove.
Mettendo da parte le sue esperienze a Mount Holyoke, si iscrisse all'Antioch College. Una volta che ebbe iniziato la sua formazione ad Antioch, si rese conto che doveva raggiungere standard più elevati. Imparò anche che nonostante la natura progressista di Antioch, c'erano ancora forme di discriminazione. Ad esempio, nella lezione di inglese che teneva, alle donne non era richiesto di memorizzare i discorsi. Con un atto di sfida, lei invece pronunciò i suoi discorsi a memoria, proprio come avevano fatto gli uomini. Forse il coronamento del suo periodo trascorso ad Antioch fu la sua capacità di persuadere la sua eroina, Antoinette Brown Blackwell, a parlare ad Antioch.
Una volta terminati gli studi ad Antioch, decise che la sua vocazione sarebbe stata quella di ministro. Dopo innumerevoli rifiuti, fu accettata alla Scuola Teologica della St. Lawrence University, anche se il presidente della scuola, Ebenezer Fisher, disse chiaramente che non credeva che le donne dovessero essere ministri. Arrivò al campus nel 1861 e si laureò nel 1863, diventando la prima donna a diplomarsi in una scuola teologica consolidata. Ancora una volta, affrontò l'opposizione proveniente da più parti, inclusi gli altri studenti e le mogli dei docenti. Prese tutto come una sfida; dopo il suo primo anno, aveva ottenuto l'accettazione e aveva terminato gli studi.

## Carriera

### Ordinazione e ministero parrocchiale
Nonostante avesse terminato gli studi e acquisito un anno di esperienza di predicazione presso le congregazioni di Marshfield e Montpelier, nel Vermont, incontrò ancora opposizione alla sua ordinazione. La facoltà di St. Lawrence si rifiutò di ordinarla. Brown decise di appellarsi al Consiglio Universalista e si recò nella vicina Malone, New York, per presentare il suo caso alla Northern Universalist Association. Il suo appello era una semplice richiesta di uguaglianza. Un membro del Consiglio aveva ascoltato il suo sermone la settimana prima aveva abbandonato il suo sostegno. Con sorpresa di molti, il consiglio votò per ordinarla. Così, il 25 giugno 1863, Olympia Brown divenne la prima donna ad essere ordinata ministro nella Chiesa universalista. Gli storici hanno discusso il posto che occupa nella storia dell'ordinazione delle donne. Alcuni considerano la sua ordinazione, approvata dalla sua associazione regionale, di maggiore importanza di quella di Antoinette Brown Blackwell, ordinata nel 1853 dalla Congregational Church di South Butler, NY. La Brown Blackwell non aveva supporto formale nella sua denominazione al di là della congregazione locale. Olympia Brown fu la prima donna ad essere ordinata con l'approvazione ufficiale di una denominazione nazionale.
Dopo la sua ordinazione, la Brown andò nel Vermont, predicando in varie chiese. Trascorse anche un po' di tempo a casa con la sua famiglia nel Michigan, prima di iniziare il suo primo pastorato a Weymouth Landing, Massachusetts. Fu formalmente insediata nel luglio 1864 e prestò servizio alla congregazione per diversi anni. Ha continuato ad agire come pastora di una chiesa a Bridgeport, Connecticut, essendo stata assunta dalla congregazione nonostante la riluttanza iniziale di molti parrocchiani che non desideravano avere un pastore donna. Nel 1878 accettò la chiamata in una chiesa a Racine, nel Wisconsin, dove avrebbe servito come ministro fino al 1887. In tutti i suoi incarichi ministeriali era ben rispettata come predicatrice. È stata descritta da un giornalista del Superior Daily Leader come "la Beecher donna del pulpito." Questo era inteso come un grande complimento, poiché all'epoca Henry Ward Beecher era ampiamente considerato il miglior predicatore degli Stati Uniti.

### Suffragio femminile

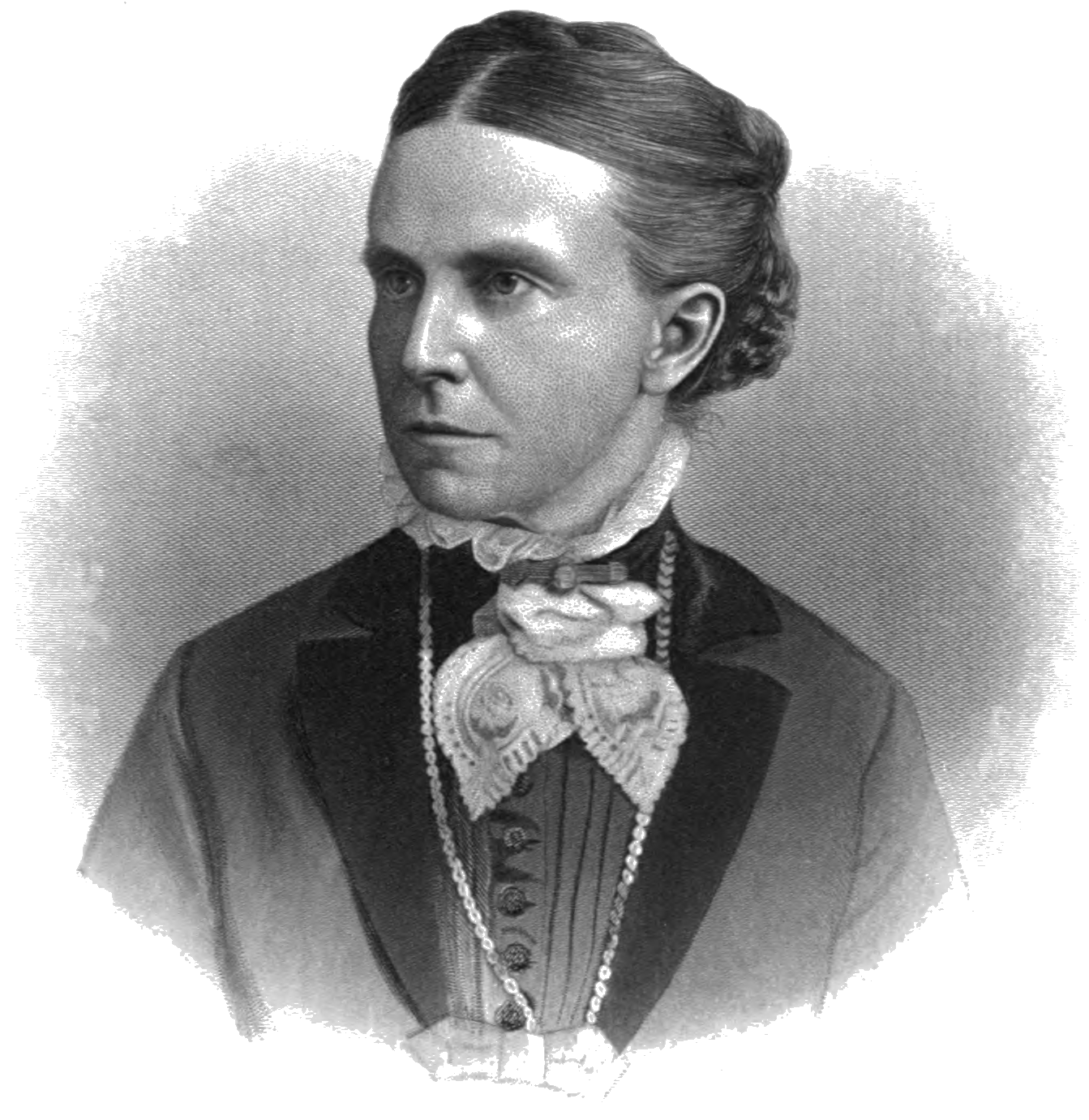
Brown nel 1887 c.ca

Dalla sua infanzia e dal movimento per l'abolizione delle proprie esperienze di discriminazione, lei era sempre stata consapevole della ricerca della parità di diritti. Per le sue grandi capacità oratorie e per le sue convinzioni, Susan B. Anthony cercò continuamente il suo coinvolgimento. Con l'incoraggiamento di Lucy Stone e di suo marito, Henry Blackwell, la Brown decise di recarsi in Kansas per parlare dei diritti delle donne. Nel corso dell'estate tenne più di 300 discorsi nonostante avesse affrontato molte difficoltà. Anche se questa fu una grande esperienza, decise di tornare al ministero, fino a quando non cambiò idea nel 1887.
Ora che aveva dedicato la sua vita al movimento, cercava di fare tutto ciò che poteva. Ciò includeva la formazione della New England Women's Suffrage Association, la guida della Wisconsin Suffrage Association e la presidenza della Federal Suffrage Association dal 1903 al 1920.
Nonostante tutta questa attività la Brown vide avvenire pochi cambiamenti. Lei credeva che la seconda generazione di suffragette soffrisse di una scarsa leadership e concentrasse erroneamente i propri sforzi a livello statale. Fu solo nel 1913 che fu invitata a unirsi alla neonata Congressional Union for Woman Suffrage, che in seguito sarebbe stata chiamata National Woman's Party, da Alice Paul e Lucy Burns. Questo gruppo cercò di approvare un emendamento a livello federale e promise anche di utilizzare un approccio più radicale.
Queste nuove tattiche portarono le donne a presentare l'emendamento al Congresso degli Stati Uniti e a marciare davanti alla Casa Bianca. Il presidente Thomas Woodrow Wilson accolse con disappunto i due cortei davanti alla Casa Bianca. Di conseguenza queste donne sarebbero state incarcerate. Il maltrattamento di queste donne, unito alla massiccia esposizione da parte della stampa, portarono ad un maggiore sostegno al movimento.
Alla fine il Congresso approvò il disegno di legge. Tuttavia, con la necessità ancora della ratifica, la Brown insieme ad altri entrarono in campagna elettorale un'ultima volta. L'ultima marcia di Olympia Brown fu alla Republican National Convention del 1920. Il 19° emendamento sarebbe stato finalmente ratificato il 25 agosto 1920, segnando la prima volta che Olympia Brown insieme a innumerevoli altre donne poterono votare.

## Vita privata
La Brown sposò John Henry Willis nel 1873; scelse di mantenere il suo nome da nubile. Ebbero due figli: Henry Parker Willis e Gwendolyn. Entrambi i loro figli divennero insegnanti.
Trascorse i suoi ultimi anni con la sua famiglia a Racine, Wisconsin. Continuò a sostenere i diritti delle donne e la Women's International League for Peace and Freedom.

## Morte ed eredità
Olympia Brown morì a Baltimora il 23 ottobre 1926. Nel 1963, per onorare il centenario della sua ordinazione sacerdotale, la Scuola Teologica della St. Lawrence University montò una targa presso la chiesa in cui era stata pastora, a Racine, Wisconsin. L'iscrizione conclude: "La fiamma del suo spirito brucia ancora oggi". Nel 1989 la chiesa fu ribattezzata Olympia Brown Unitarian Universalist Church.
Negli anni settanta fu fondata da Susan Hester e Fran Kaplan l'Olympia Brown League per aiutare i diritti delle donne a Milwaukee, in risposta a una decisione del tribunale contro le donne che cercavano di mantenere i loro nomi da nubile al momento del matrimonio, in quanto la Brown aveva mantenuto il suo. Nello specifico, il caso con quella decisione del tribunale era Kruzel v. Podell (1975), in cui la Suprema Corte del Wisconsin decise che una donna al momento del matrimonio adotta il cognome del marito usando abitualmente quel nome dopo il matrimonio, ma stabilì anche che nessuna legge glielo imponeva.
Una scuola elementare a Racine è stata intitolata in onore della Brown nel 1975.
Nel 1999 è stata inserita nella Michigan Women's Hall of Fame.
Le carte e i documenti di Olympia Brown relativi al suo lavoro sono conservati presso la Biblioteca Schlesinger di Cambridge, Massachusetts, presso la State Historical Society del Wisconsin e tra le carte del National Woman's Party presso la Biblioteca del Congresso.
La serie di libri gialli di Olympia Brown prende il nome da lei.

## Opere selezionate
- Woman's Suffrage (1907)
- Acquaintances, Old and New, Among Reformers (1911)
- Democratic Ideals: A Memorial Sketch of Clara B. Colby (1917)[15]
- Suffrage and Religious Principle: Speeches and Writings of Olympia Brown (1988, postumo)